# Dictyssa quadravitrea
Dictyssa quadravitrea är en insektsart som beskrevs av Doering 1938. Dictyssa quadravitrea ingår i släktet Dictyssa och familjen sköldstritar. Inga underarter finns listade i Catalogue of Life.